# Dilophus krantzii
Dilophus krantzii (лат.) — ископаемый вид двукрылых насекомых рода Dilophus из семейства Bibionidae. Обнаружен в олигоценовых отложениях Германии.

## Описание
Мелкие двукрылые насекомые. Длина тела — 11 мм (самец). Длина крыла — 8,6 мм, ширина — 1,5 мм. Жгутик усика с 8 видимыми члениками; щупики вдвое длиннее жгутика. Данные по голове и груди отсутствуют. Вид был впервые описан в 1870 году по олигоценовым материалам из отложений Германии (Rott Formation, около 30 млн лет) в составе семейства Bibionidae.